# Ртутний вимикач

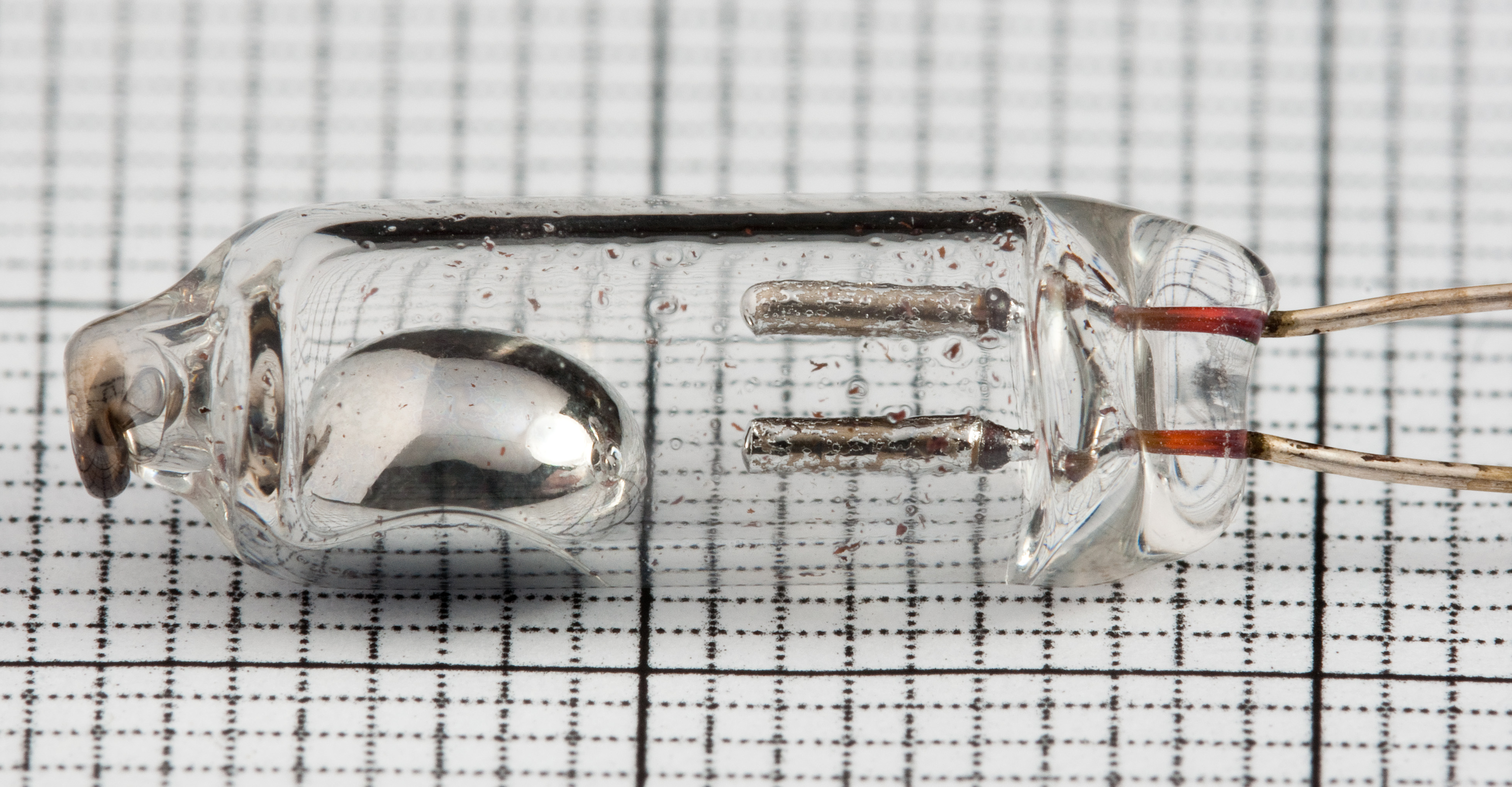
Ртутний перемикач на міліметровому папері.

Рту́тний вимика́ч (англ. Mercury switch), або датчик нахилу — перемикач, який відкриває і закриває електричне коло завдяки невеликій кількості рідкої ртуті.

## Опис

Анімація роботи

Ртутний вимикач має дві чи більше пари електричних контактів, поміщених у скляну герметичну колбу, що містить кульку ртуті. Колба може також містити повітря, інертний газ чи вакуум. Гравітація постійно тягне краплю ртуті до найнижчої точки в оболонці. Коли перемикач нахилений у відповідному напрямку, ртуть торкається контактів, тим самим замикаючи їх. Нахил перемикача у протилежному напрямку призводить до розмикання контактів, які, у свою чергу, розмикають коло. Перемикач може містити кілька наборів контактів, дозволяючи здійснити замикання різних пар контактів під різними кутами.

## Переваги та недоліки

### Переваги
- окислення контактів малоймовірне;
- переривання кола не викликає іскор, що є важливим при роботі обладнання у вибухонебезпечних місцях, оскільки іскра може запалити горючі гази;
- контакти не зношуються і залишаються чистими внаслідок постійного оновлення при кожному перемиканні;
- навіть невелика крапля ртуті має достатньо низький опір, тому перемикачі такого типу можуть працювати на великому струмі при відносно невеликих розмірах;[2]
- комутація контактів виконується дуже тихо, оскільки немає ніяких контактів, що механічно замикаються.

### Недоліки
- ртутні перемикачі мають відносно низьку швидкість перемикання через інерцію ртутної краплі, тому вони не використовуються, коли необхідно забезпечити багато робочих циклів в секунду;[3]
- перемикачі такого типу чутливі до гравітації, тому їх не використовують у портативних чи мобільних пристроях, які можуть часто змінювати свою орієнтацію;
- сполуки ртуті є дуже токсичними, тому використання перемикачів на їх основі не дозволяється у багатьох нових конструкціях;
- Скляна оболонка є крихкою, і тому вимагає використання гнучких провідників для запобігання її пошкодження;
- Крапля ртуті утворює загальний електрод, тому при багатополюсному використанні електричні кола не є надійно ізольованими один від одного.

## Застосування
У автомобільному транспорті
Ртутні перемикачі раніше використовувалися у автомобілях для керування освітленням (зокрема фар на кришці багажника), а також у антиблокувальних системах гальм. З 2003 року застосування перемикачів на основі ртуті в американських автомобілях було припинено.
Ртутні вимикачі також використовуються у робототехніці, термостатах, системах керування польоту літаків, у ігрових контролерах, відеокамерах тощо.

## Зберігання
Ртутні вимикачі бажано зберігати загорнутими у пузирчату плівку у закритих контейнерах. Не можна використовувати металічні контейнери, оскільки ртуть може вступити у реакцію з металом чи протекти через шви.

## Токсичність і вміст ртуті
Оскільки ртуть є отруйним важким металом, пристрої, що містять ртутні вимикачі, повинні розглядатися як небезпечні відходи для утилізації. В таблиці нижче подана приблизна кількість ртуті у ртутних перемикачах різного типу.
| Типова кількість ртуті у перемикачах та реле різного типу | Типова кількість ртуті у перемикачах та реле різного типу |
| --------------------------------------------------------- | --------------------------------------------------------- |
| Тип                                                       | Вміст ртуті, г                                            |
| Датчики полум'я                                           | >1                                                        |
| Поплавкові вимикачі                                       | 0.1 - 70                                                  |
| Датчики нахилу                                            | 0.05 - 5                                                  |
| Ртутні реле                                               | 0.005 - >1                                                |